# Província de Nor Lípez

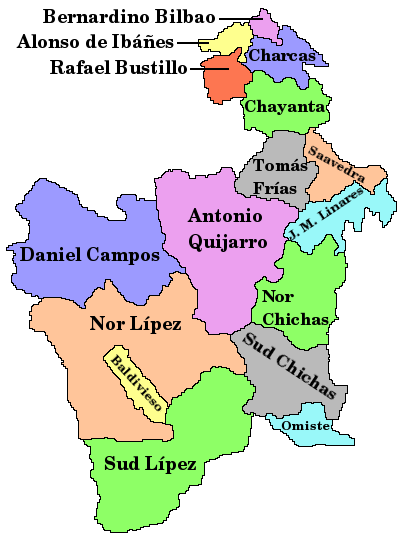
Les províncies del Departament de Potosí

La província de Nor Lípez és una de les 16 províncies del Departament de Potosí, a Bolívia. La seva capital és Colcha "K".